# 부산 동아대학교 시왕도
시왕도(十王圖)은 부산광역시 서구, 동아대학교 석당박물관에 있는 조선시대의 불화이다. 2012년 10월 30일 부산광역시의 유형문화재 제121호로 지정되었다.

## 개요
시왕도는 죽은 사람의 죄를 심판하는 10명의 왕을 그린 불화인데, 동아대학교박물관 소장품은 시왕도 10폭 중에서 망자의 몸에 못을 찍는 정신지옥(釘身地獄)을 묘사한 제1진광대왕도와 추장지옥(抽腸地獄)을 묘사한 제2초강대왕도 등 2점이다. 2점 모두 보존 상태는 비교적 양호한 편이다.
동아대학교박물관 소장 시왕도는 채색한 구름으로 상단과 하단의 경계를 짓고, 상단 중앙에 의자에 앉은 시왕은 크게, 좌우의 권속은 작고 간략하게 표현하여 시왕의 존엄성을 부각시키고 있다. 화면 향 우측 상단에는 방제가 있어 해당 시왕의 이름을 알 수 있고, 하단에는 지옥 장면의 방제가 있어 해당 그림의 내용을 명확하게 알 수 있다.
일반적으로 조선 후기 시왕도들의 색채가 어둡고 탁한 반면에 이 작품의 채색은 붉은 색, 녹색 등의 원색과 흰색을 섞은 중간색 등을 사용하여 전체적으로 화면이 밝고 경쾌한 느낌을 준다. 시왕과 주요 권속의 얼굴은 붉은 색을 띠고 있으며, 시왕의 권속 중 천동과 천녀는 이마와 코, 턱에 T자형으로 흰색으로 칠했는데, 이러한 기법은 조선 전기 왕실 관련 불화의 특징을 계승하고 있는 것으로 보인다.
또한 동아대학교박물관 소장 시왕도는 조선 후기 시왕도 중 제작연대가 가장 빠른 예로 생각되며, 작품의 크기도 다른 작품에 비해 큰 편으로, 제작연대와 작품성 등으로 볼 때 조선 후기 불교미술의 흐름을 이해하는데 매우 중요한 자료이다.

## 참고 자료
- 시왕도 - 국가유산청 국가유산포털